# Дънкън и още един в ковачницата
„Дънкън и още един в ковачницата“ (на английски: Duncan and Another, Blacksmith Shop) е американски късометражен ням филм от 1891 година, продуциран и заснет от режисьорите Уилям Кенеди Диксън и Уилям Хейс в лабораториите на Томас Едисън в Ню Джърси. Кадри от филма не са достигнали до наши дни и се смята за изгубен.

## В ролите
- Джеймс Дънкън[2]